# Vacquiers
 Vacquiers  es una población y comuna francesa, en la región de Mediodía-Pirineos, departamento de Alto Garona, en el distrito de Toulouse y cantón de Fronton.

## Demografía
| 462 | 475 | 549 | 736 | 916 | 1032 |
| Para los censos de 1962 a 1999 la población legal corresponde a la población sin duplicidades (Fuente: INSEE [Consultar]) |     |     |     |     |      |

## Monumentos

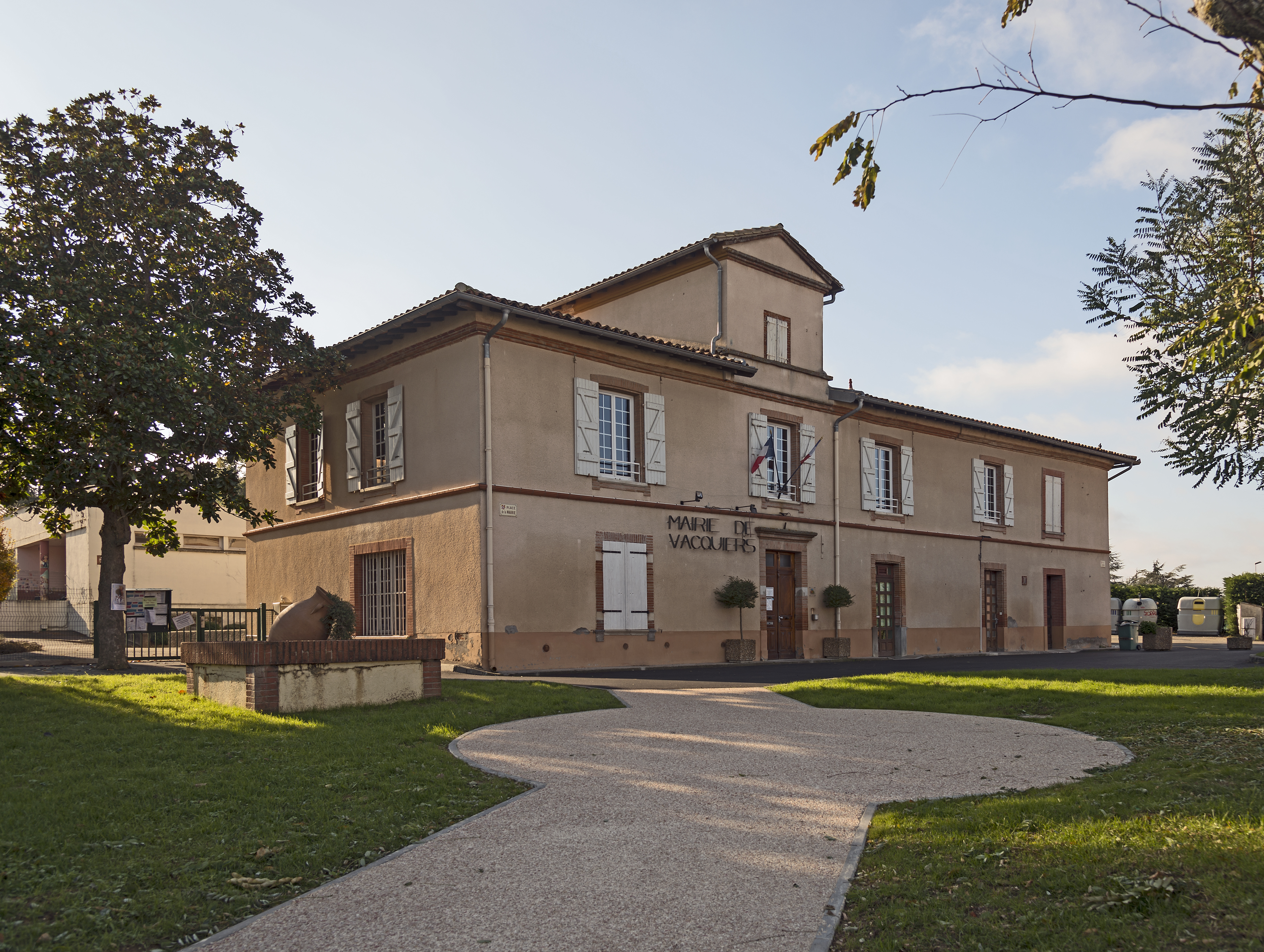
El Ayuntamiento
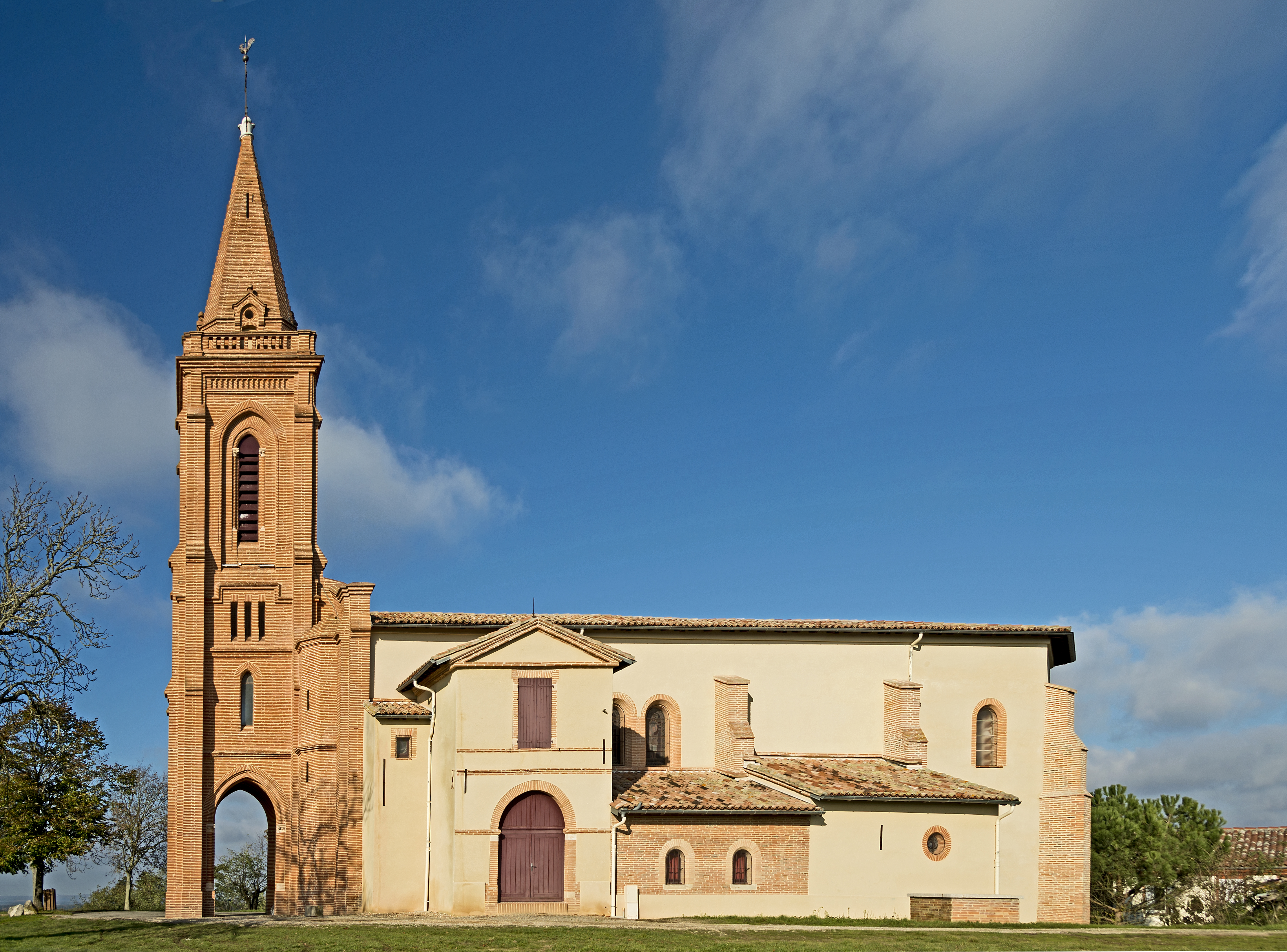
La iglesia
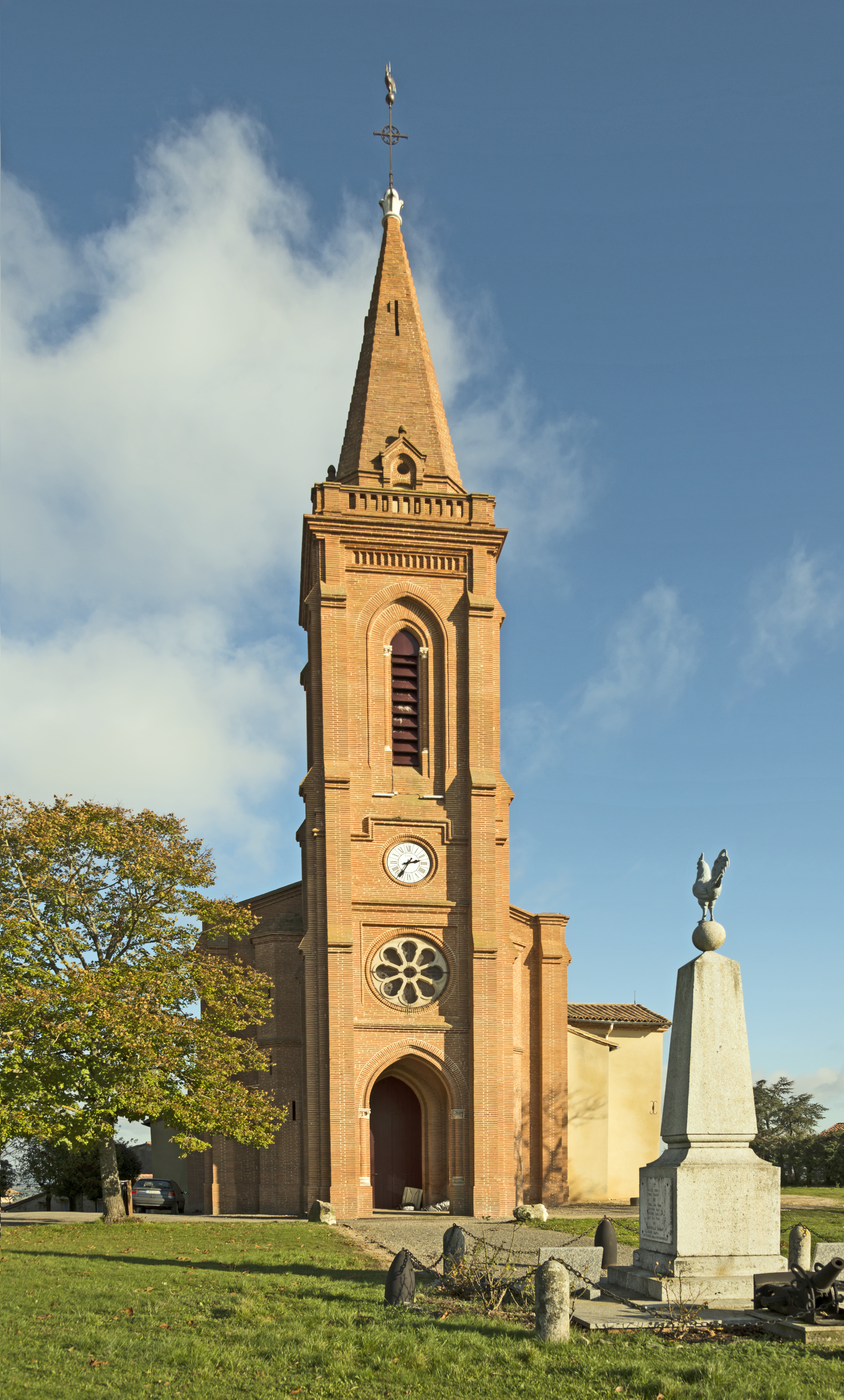